# Pertes humaines américaines lors des guerres impliquant les États-Unis

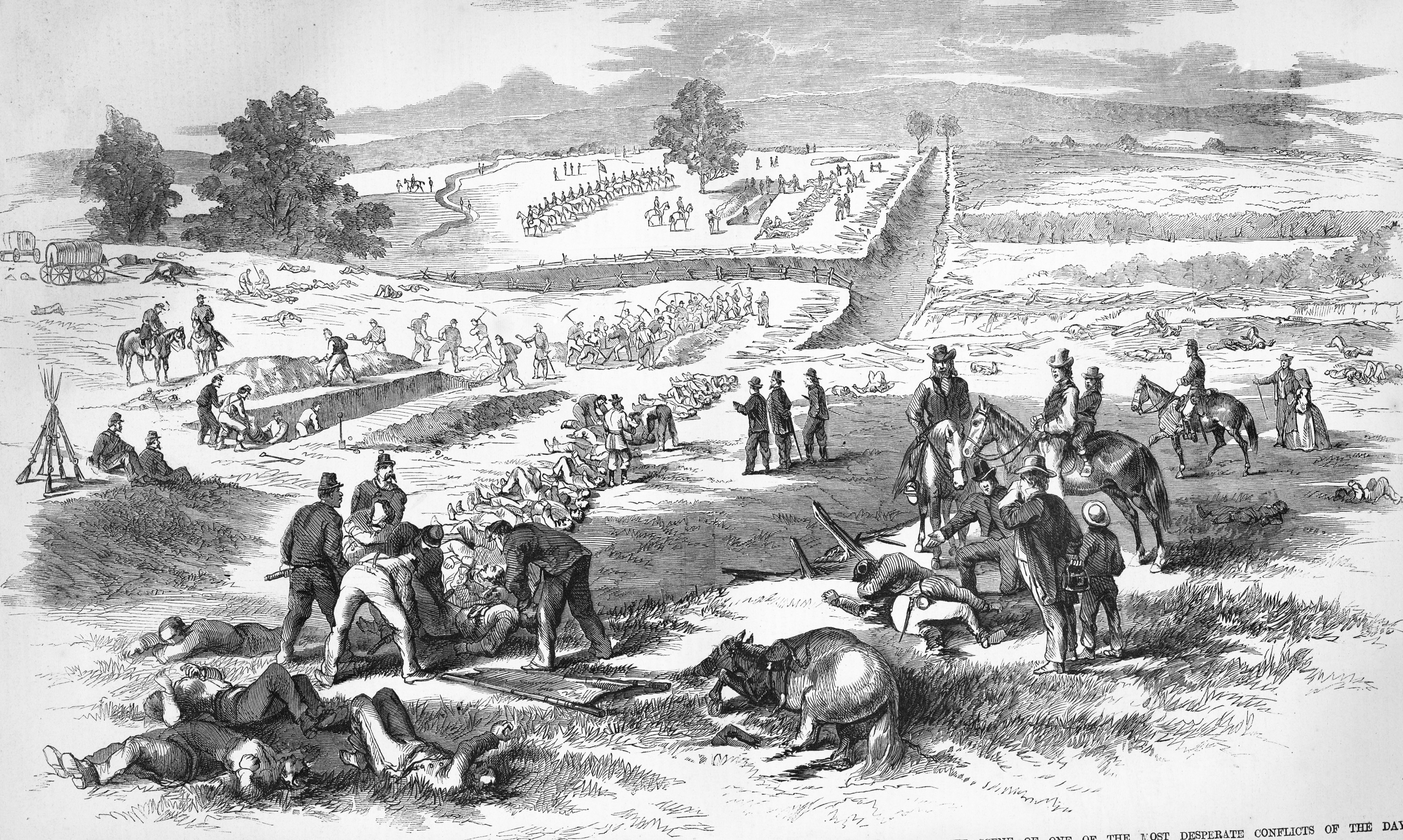
Enterrement des morts sur le champ de bataille d'Antietam.

Cet article fait état des pertes américaines (morts, blessés et disparus) lors des guerres menées par les États-Unis et les déploiements majeurs des forces armées américaines.

## Vue d'ensemble
| Guerres ou conflits                                                 | Dates                             | Nombre de morts | Nombre de morts | Nombre de morts | Blessés en action | Nombre total de morts et blessés | Disparus | Sources & Notes                                                            |
| Guerres ou conflits                                                 | Dates                             | Combat          | Autre           | Total           | Blessés en action | Nombre total de morts et blessés | Disparus | Sources & Notes                                                            |
| ------------------------------------------------------------------- | --------------------------------- | --------------- | --------------- | --------------- | ----------------- | -------------------------------- | -------- | -------------------------------------------------------------------------- |
| Guerre d'indépendance des États-Unis                                | 1775-1783                         | 8 000           |                 | 25 000          | 25 000            | 50 000                           |          |                                                                            |
| Guerre amérindienne du Nord-Ouest                                   | 1785-1796                         | 1 056+          |                 | 1 056+          | 825+              | 1 881+                           |          | ,                                                                          |
| Quasi-guerre                                                        | 1798-1800                         | 20              | 494             | 514             | 42                | 556                              |          | ,                                                                          |
| Première guerre barbaresque                                         | 1801-1805                         | 35              | 39              | 74              | 64                | 138                              |          | ,                                                                          |
| Autres actions contre les pirates                                   | 1800-1900                         | 36              | 158+            | 194+            | 100+              | 294+                             |          | ,[b]                                                                       |
| Affaire Chesapeake-Leopard                                          | 1807                              | 3               | 0               | 3               | 18                | 21                               |          | [ 5 ]                                                                      |
| Guerre anglo-américaine de 1812                                     | 1812-1815                         | 2 260           | 12 740~         | 15 000~         | 4 505             | 20 000~                          |          | [ 13 ]                                                                     |
| Campagne de Nuku Hiva                                               | 1813-1814                         | 5               |                 | 5               | 11                | 16                               |          | [ 14 ]                                                                     |
| Guerre Creek                                                        | 1813-1814                         |                 |                 | 575             |                   |                                  |          | [ 15 ]                                                                     |
| Seconde guerre barbaresque                                          | 1815                              | 4               | 134             |                 | 10                | 148                              |          | [ 17 ]                                                                     |
| Première Guerre séminole                                            | 1817-1818                         | 47              |                 | 47              | 36                | 83                               |          | [ 18 ]                                                                     |
| Première expédition de Sumatra                                      | 1832                              | 2               |                 | 2               | 11                | 13                               |          | [ 5 ]                                                                      |
| Guerre de Black Hawk                                                | 1832                              | 47              | 258,            | 305             | 85                | 390                              |          | [ 21 ]                                                                     |
| Seconde guerre séminole                                             | 1835-1842                         | 328             | 1 207           | 1 535           |                   |                                  |          | [ 22 ]                                                                     |
| Guerre américano-mexicaine                                          | 1846-1848                         | 1 733           | 11 550          | 13 283          | 4152              | 17 435                           |          | [ 23 ]                                                                     |
| Guerre Cayuse                                                       | 1847-1856                         | 40              | 1               | 41              | 74                | 115                              |          | [ 24 ]                                                                     |
| Guerres des Rogue River                                             | 1851-1856                         | 190             | 6               | 196             | 293               | 489                              |          | [ 25 ]                                                                     |
| Guerre Yakima                                                       | 1855-1856                         | 32              | 2               | 34              | 92                | 126                              |          | [ 26 ]                                                                     |
| Troisième guerre séminole                                           | 1855-1858                         | 26              |                 | 26              | 27                | 53                               |          | [ 27 ]                                                                     |
| Seconde guerre de l'opium                                           | 1856-1860                         | 12              |                 | 12              | 39                | 51                               |          | [ 7 ]                                                                      |
| Guerre des Cœurs d'Alène                                            | 1858                              | 36              |                 | 36              | 60                | 96                               |          | [ 28 ]                                                                     |
| Guerre de Sécession (total)                                         | 1861-1865                         | 214 938         | 400K-500K       | 750 000~        |                   |                                  |          | [c]                                                                        |
| Union                                                               |                                   | 140 414         | 224 097         | 364 511         | 281 881           | 646 392                          |          | [ 31 ]                                                                     |
| Confédération                                                       |                                   | 74 524-94 000   | 225 000~        | 299 524~        |                   |                                  |          |                                                                            |
| Guerre des Sioux de 1862 (Guerre de Little Crow)                    | 1862                              | 70-113          |                 | 70-113          | 150               | 220-263                          |          | ,                                                                          |
| Guerre de Shimonoseki                                               | 1863                              | 4-5,            | 0               | 4-5             | 6                 | 10                               |          | ,                                                                          |
| Guerre des Snakes                                                   | 1864-1868                         | 30              |                 | 30              | 128               | 158                              |          | [ 26 ]                                                                     |
| Guerres indiennes                                                   | 1865-1898                         | 919             |                 |                 | 1025              |                                  |          | [ 23 ]                                                                     |
| Guerre de Red Cloud                                                 | 1866-1868                         | 126             |                 | 126             | 100               | 226                              |          | ,                                                                          |
| Expédition de Corée (Shinmiyangyo)                                  | 1871                              | 3               |                 | 3               | 9                 | 12                               |          | [ 41 ]                                                                     |
| Guerre des Modocs                                                   | 1872-1873                         | 56              |                 | 56              | 88                | 144                              |          | ,                                                                          |
| Guerre des Black Hills                                              | 1875-1877                         | 314             |                 | 314             | 211               | 525                              |          | ,                                                                          |
| Guerre des Nez-Percés                                               | 1877                              | 134             |                 | 134             | 157               | 291                              |          | ,                                                                          |
| Guerre des Bannocks                                                 | 1878                              | 12              | 0               | 12              | 22                | 34                               |          | ,                                                                          |
| Ute War (en)                                                        | 1879                              | 15              | 0               | 15              | 52                | 67                               |          | ,                                                                          |
| Guerre des Sheepeaters                                              | 1879                              | 1               |                 | 1               | 10                | 11                               |          | [ 48 ]                                                                     |
| Crise des Samoa                                                     | 1887-1889                         | 0               | 62              | 62              |                   | 62                               |          | [ 51 ]                                                                     |
| Guerre de la Danse des esprits                                      | 1890-1891                         | 35              |                 | 35              | 64                | 99                               |          | ,                                                                          |
| Sugar Point Pillager Band of Chippewa Indians (en)                  | 1898                              | 7               | 0               | 7               | 16                | 23                               | 0        | [ 54 ]                                                                     |
| Guerre hispano-américaine                                           | 1898                              | 385             | 2 061           | 2 446           | 1 622             | 4 068                            |          | [ 23 ]                                                                     |
| Guerre américano-philippine                                         | 1898-1913                         | 1 020           | 3 176           | 4 196           | 2 930             | 7 126                            |          | [ 23 ]                                                                     |
| Révolte des Boxers                                                  | 1900-1901                         | 68              | 63              | 131             | 204               | 335                              | 0        | [ 55 ]                                                                     |
| Crise de Saint-Domingue                                             | 1904                              | 1               | 0               | 1               | 2                 | 3                                |          | [ 5 ]                                                                      |
| Occupation américaine du Nicaragua                                  | 1910, 1912-1925, 1927-1933        | 90              | 69              | 159             | 290               | 449                              |          | ,                                                                          |
| Révolution mexicaine                                                | 1914-1919                         | 120             | 61              | 181             | 319               | 500                              |          | [ 59 ]                                                                     |
| Occupation d'Haïti par les États-Unis                               | 1915-1934                         | 10              | 138             | 148             | 26+               | 184+                             |          | ,                                                                          |
| Première Guerre mondiale                                            | 1917-1918                         | 53 402          | 63 114          | 116 516         | 204 002           | 320 518                          | 3 350    | [d]                                                                        |
| Intervention en Russie septentrionale                               | 1918-1920                         |                 |                 | 424             |                   |                                  |          | [ 61 ]                                                                     |
| American Expeditionary Force Siberia (en)                           | 1918-1920                         | 160             | 168             | 328             | 52+               | 380+                             |          | [ 62 ]                                                                     |
| Chine                                                               | 1918, 1921, 1926-1927, 1930, 1937 | 5               |                 |                 | 78                | 83                               |          | [ 56 ]                                                                     |
| Seconde Guerre mondiale                                             | 1941-1945                         | 291 557         | 113 842         | 405 399         | 670 846           | 1 076 245                        | 30 314   | [ 23 ]                                                                     |
| Guerre civile grecque                                               | 1944-1949                         | 1               | 5               | 6               |                   | 6                                |          | [ 63 ]                                                                     |
| Guerre civile chinoise                                              | 1945-1950                         | 14              | 150             | 164             | 51                | 215                              |          | [ 63 ]                                                                     |
| Blocus de Berlin                                                    | 1948-1949                         |                 | 31              |                 |                   |                                  |          | [ 64 ]                                                                     |
| Guerre de Corée                                                     | 1950-1953                         | 33 686          | 2 830           | 36 516          | 92 134            | 128 650                          | 4 759    | Note : 4 759 portés disparus (Missing in Action, ou MIA).                  |
| URSS Guerre froide                                                  | 1947-1991                         | 32              |                 |                 | 12                | 44                               |          | [ 56 ]                                                                     |
| Chine Guerre froide                                                 | 1950-1972                         | 16              |                 |                 |                   | 16                               |          | [ 56 ]                                                                     |
| Guerre du Viêt Nam                                                  | 1955-1975                         | 47 424          | 10 785          | 58 209          | 153 303           | 211 454                          | 2 489    | , Note : au 20 février 2014 les portés disparus au Viêt Nam étaient 1 643. |
| Crise de 1958 au Liban                                              | 1958                              | 1               | 5,              | 6               | 1+                | 7+                               |          | [ 71 ]                                                                     |
| Débarquement de la baie des Cochons                                 | 1961                              | 4               |                 | 4               |                   | 4                                |          | [ 72 ]                                                                     |
| Crise des missiles de Cuba                                          | 1962                              | 1               | 19              | 20              |                   | 20                               |          | [ 63 ]                                                                     |
| United States occupation of the Dominican Republic (1965-1966) (en) | 1965-1966                         | 27              | 20              | 47              | 283               | 330                              |          | ,                                                                          |
| Incident de l'USS Liberty                                           | 1967                              | 34              |                 |                 | 171               |                                  |          |                                                                            |
| Iran                                                                | 1980                              | 0               | 8               | 8               | 4                 | 12                               | 0        | [ 74 ]                                                                     |
| Guerre civile du Salvador                                           | 1980-1992                         | 22              | 15              | 37              | 35                |                                  |          | ,                                                                          |
| Force multinationale de sécurité à Beyrouth                         | 1982-1984                         | 256             |                 | 266             | 169               |                                  |          | [ 78 ]                                                                     |
| Opération Earnest Will                                              | 1987-1988                         | 39              | 0               | 39              | 31                |                                  |          |                                                                            |
| Invasion de la Grenade                                              | 1983                              | 18              | 1               | 19              | 119               |                                  |          | [ 78 ]                                                                     |
| Opération El Dorado Canyon                                          | 1986                              | 2               | 0               | 2               | 0                 | 2                                |          | [ 79 ]                                                                     |
| Invasion du Panama par les États-Unis                               | 1989                              | 23              |                 | 40              | 324               |                                  |          | [ 78 ]                                                                     |
| Guerre du Golfe                                                     | 1990-1991                         | 149             | 145             | 294             | 849               | 1 143                            | 0        | [ 81 ]                                                                     |
| Opération Provide Comfort                                           | 1991-1996                         | 1               | 18              | 19              | 4                 | 23                               |          | ,                                                                          |
| Somalie                                                             | 1992-1993                         | 29              | 14              | 43              | 153               |                                  |          | [ 78 ]                                                                     |
| Haïti                                                               | 1994-1995                         | 1               |                 | 4               | 3                 |                                  |          | [ 78 ]                                                                     |
| Colombie                                                            | 1994-présent                      | 0               | 8,              | 8               |                   |                                  |          | [ 86 ]                                                                     |
| Guerre de Bosnie-Herzégovine                                        | 1995-2004                         | 1               | 11              | 12              |                   |                                  |          | [ 87 ]                                                                     |
| Kosovo                                                              | 1999-présent                      | 4               | 14              | 18              | N/A               | 18+                              | 2        | [ 88 ]                                                                     |
| Guerre d'Afghanistan                                                | 2001-2021                         | 1 742           | 471             | 2 229           | 18 675            | 20 904                           | 0        | [f],                                                                       |
| Guerre d'Irak                                                       | 2003-2011                         | 3 527           | 961             | 4 488           | 32 222            | 36 710                           | 2        | [ 89 ]                                                                     |
| Opération Inherent Resolve                                          | 2014-                             | 0               | 3               | 3               | 1                 | 4                                | 1        | [ 91 ]                                                                     |
| Total                                                               | 1775-présent                      | 664 440+        | 673 929+        | 1 354 664+      | 1 498 237+        | 2 852 901+                       | 40 917+  |                                                                            |

## Nombre de militaires morts par guerre

### Tableau général
| Classement | Guerre                               | Dates        | Morts   | Morts par jour | Pop. américaine au début du conflit | % de morts par rapport à la population totale |
| ---------- | ------------------------------------ | ------------ | ------- | -------------- | ----------------------------------- | --------------------------------------------- |
| 1          | Guerre de Sécession                  | 1861-1865    | 750 000 | 420            | 31 443 000                          | 2,385 % (1860)                                |
| 2          | Seconde Guerre mondiale              | 1941-1945    | 405 399 | 297            | 133 402 000                         | 0,307 % (1940)                                |
| 3          | Première Guerre mondiale             | 1917-1918    | 116 516 | 279            | 103 268 000                         | 0,110 % (1920)                                |
| 4          | Guerre du Viêt Nam                   | 1961-1975    | 58 209  | 11             | 179 323 175                         | 0,030 % (1970)                                |
| 5          | Guerre de Corée                      | 1950-1953    | 54 246  | 45             | 151 325 000                         | 0,020 % (1950)                                |
| 6          | Guerre d'indépendance des États-Unis | 1775-1783    | 25 000  | 11             | 2 500 000                           | 0,899 % (1780)                                |
| 7          | Guerre anglo-américaine de 1812      | 1812-1815    | 15 000  | 15             | 8 000 000                           | 0,207 % (1810)                                |
| 8          | Guerre américano-mexicaine           | 1846-1848    | 13 283  | 29             | 21 406 000                          | 0,057 % (1850)                                |
| 9          | Guerre contre le terrorisme          | 2001-présent | 6 717   | 1,57           | 294 043 000                         | 0,002 % (2010)                                |
| 10         | Guerre américano-philippine          | 1899-1902    | 4 196   | 3,8            | 72 129 001                          | 0,006 % (1900)                                |

Note : « Morts par jour » est le nombre total d'Américains tués en service militaire, divisé par le nombre de jours entre les dates de début et de fin des hostilités. Le « % de mort par rapport à la population totale »  est le nombre total de décès en service militaire, divisé par la population américaine de l'année indiquée.

### Représentation relative du nombre total de militaires américains morts par guerre
- Cet histogramme représente le nombre total de militaire américains morts lors des dix conflits les plus meurtriers :

| - Guerre de Sécession |  | 750000 |  |

| - Seconde Guerre mondiale |  | 405399 |  |

| - Première Guerre mondiale |  | 116516 |  |

| - Guerre du Viet Nam |  | 58151 |  |

| - Guerre de Corée |  | 54246 |  |

| - Guerre d'indépendance des États-Unis |  | 25000 |  |

| - Guerre anglo-américaine de 1812 |  | 15000 |  |

| - Guerre américano-mexicaine |  | 13283 |  |

| - Guerre contre le terrorisme |  | 6717 |  |

| - Guerre américano-philippine |  | 4196 |  |

## Nombre de morts au combat

### Guerres en fonction du nombre de morts au combat
| Rang | Guerre                               | Années       | Morts   |
| ---- | ------------------------------------ | ------------ | ------- |
| 1    | Seconde Guerre mondiale              | 1941-1945    | 291 557 |
| 2    | Guerre de Sécession                  | 1861-1865    | 212 938 |
| 3    | Première Guerre mondiale             | 1917-1918    | 53 402  |
| 4    | Guerre du Viet Nam                   | 1955-1975    | 47 424  |
| 5    | Guerre de Corée                      | 1950-1953    | 33 746  |
| 6    | Guerre d'indépendance des États-Unis | 1775-1783    | 8 000   |
| 7    | Guerre contre le terrorisme          | 2001-présent | 5 281   |
| 8    | Guerre anglo-américaine de 1812      | 1812-1815    | 2 260   |
| 9    | Guerre américano-mexicaine           | 1846-1848    | 1 733   |
| 10   | Guerre amérindienne du Nord-Ouest    | 1785-1795    | 1 221+  |
| 11   | Kosovo                               | 1999-2014    | 18+     |

### Représentation relative du nombre total de morts au combat par guerre
- Cet histogramme représente le nombre total de militaires américains morts au combat lors des dix conflits les plus meurtriers :

| - Seconde Guerre mondiale |  | 291557 |  |

| - Guerre de Sécession |  | 212938 |  |

| - Première Guerre mondiale |  | 53402 |  |

| - Guerre du Viet Nam |  | 47424 |  |

| - Guerre de Corée |  | 33746 |  |

| - Guerre d'indépendance des États-Unis |  | 8000 |  |

| - Guerre contre le terrorisme |  | 5281 |  |

| - Guerre anglo-américaine de 1812 |  | 2260 |  |

| - Guerre américano-mexicaine |  | 1733 |  |

| - Guerre amérindienne du Nord-Ouest |  | 1221 |  |

| - Kosovo |  | 18 |  |